# 三好三人衆
三好三人衆（みよしさんにんしゅう）は、戦国時代に三好長慶の死後に三好政権を支えて畿内で活動した三好長逸・三好宗渭・岩成友通の3人を指す。いずれも三好氏の一族・重臣であり、『言継卿記』や『多聞院日記』などの同時代の記録でも「三人衆」と表記されている。

## 概要
三好長慶の時代は、それぞれが軍を率い一族の重鎮として活動していた。一説によれば、三好長逸は三好一族の長老、岩成友通は松永久秀と並ぶ家臣団の代表、三好宗渭は元々細川晴元陣営出身で旧細川氏家臣団や堺衆とのパイプ役として位置づけられていた。
永禄7年（1564年）の三好長慶の死後、甥で後継者の三好義継は年若すぎ、長慶の弟達も死去していたため、義継の後見役としてこの3名が台頭した。
永禄8年（1565年）には、長慶の死に乗じて将軍親政を復活させようとした室町幕府13代将軍足利義輝を襲撃し、殺害した（永禄の変）。
後に篠原長房・三好康長や筒井順慶と組んで義継や久秀と対立、これは三好政権の混乱の一因となり、足利義昭を擁立する尾張の織田信長を利する結果となった。
永禄11年（1568年）、信長の上洛に反発し抵抗するも相次いで敗退し、三人衆の勢力は衰える。永禄末には宗渭が病没、天正年間には友通が戦死し、程なく長逸も消息不明の状態となり、畿内における三好氏の勢力の衰退と前後して三人衆としての活動は完全に途絶えた。